# Castello di Paderna
II castello di Paderna è un complesso fortificato che si trova nell'omonima frazione del comune italiano di Pontenure, in provincia di Piacenza. Parte dell'Associazione dei Castelli del Ducato di Parma, Piacenza e Pontremoli, è posto nella pianura Padana, tra il corso dei torrenti Nure e Riglio.

## Storia
La località di Paderna fu citata già in epoca romana all'interno della tabula alimentaria traianea come Curte Paterno, a causa della presenza in loco di qualche forma di fortificazione.

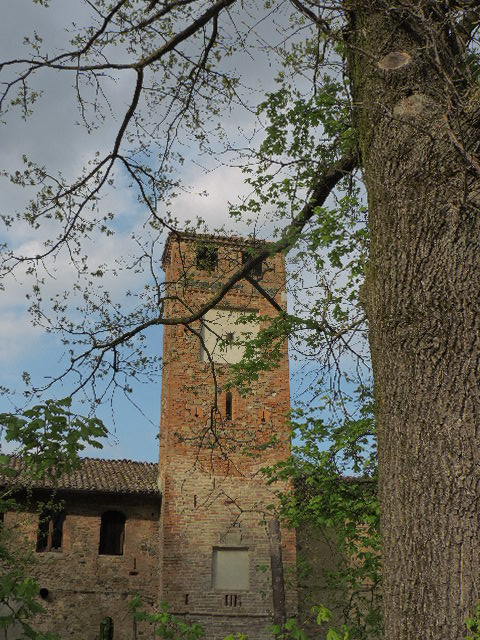
La torre

La presenza del castello medievale venne testimoniata la prima volta in due atti risalenti all'817 e al 900 dove esso è citato come dipendente dalla cattedrale di Piacenza. Un rogito notarile risalente al 4 luglio 1028 certifica che Hildeguarda, figlia di Oddone, cedette la proprietà del castello al rettore della locale chiesa. Nel 1041 si assistette ad un ulteriore passaggio di proprietà che vide il maniero e tutte le sue pertinenze assegnate a Oberto di Aghinone.
Dopo la morte di Oberto, il castello pervenne ai monaci del monastero di San Savino di Piacenza, ai quali rimase per circa quattro secoli. Un documento del 1163 conferma la proprietà del castello al monastero e impone al locale vassallo il dovere di reggere le briglie del cavallo dell'abate, regolare i pagamenti e, nell'eventualità di uno scontro armato, difendere i beni di cui era stato investito.
Nel 1216 il maniero venne raso al suolo da parte di truppe parmigiane, fatto ripetuto nel 1247 da parte delle truppe dell'imperatore Federico II di Svevia. Nel 1280 il castello venne ristrutturato per volontà dell'abate del monastero di San Savino che fece riparare ed elevare la torre principale.
Nel 1453 Melchiorre Marazzani, esponente di una famiglia di origine riminese, comprò il castello, avviando una trasformazione verso un uso combinato agricolo e residenziale, dotando il castello di un'ampia corte. Nel 1606 il conte Lodovico Marazzani ottenne da parte del duca di Parma e Piacenza, a seguito del pagamento di 10 000 scudi d'oro il diritto eccezionale di poter trasmettere il proprio feudo anche ai figli illegittimi.
Durante gli ultimi anni del XIX secolo il castello pervenne alla famiglia Casali a seguito del matrimonio del marchese Vittorio Casali con la contessa Maria Dolores, ultima erede della famiglia Marazzani.
Il castello ospita un'azienda agricola biologica dotata di fattoria didattica e di un orto dedicato alla coltivazione di varietà antiche.

## Struttura

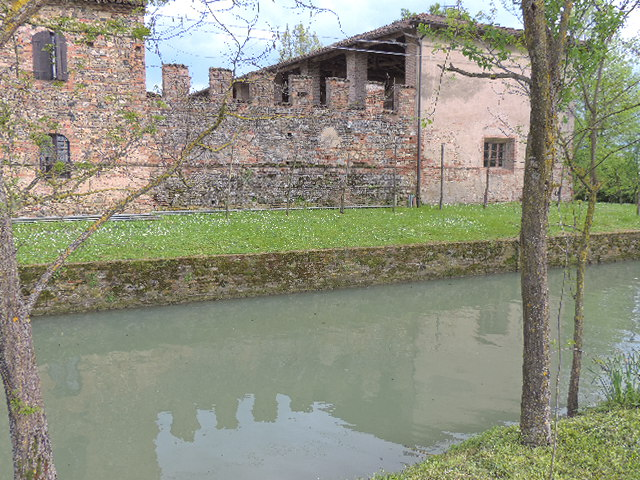
Il fossato e la cinta muraria

Il complesso fortificato, a causa della propria morfologia e degli eventi in cui venne coinvolto storicamente, può essere considerato come afferente alla tipologia di edifici a ricetto: fortificazioni dedicate principalmente alla protezione dei prodotti frutto del lavoro agricolo e dell'allevamento. Presenta una struttura a pianta rettangolare orientata verso i 4 punti cardinali, elemento tipico delle fortificazioni della pianura piacentina. Il castello è circondato all'esterno da un fossato con acqua. Mentre le caratteristiche della struttura sono abbastanza simili a quelle di altri castelli del piacentino, le tecniche di difesa utilizzate furono piuttosto sofisticate, avulse dalle semplici applicazioni in atto localmente e ispirate a elementi presenti all'epoca della costruzione in altre zone d'Italia.

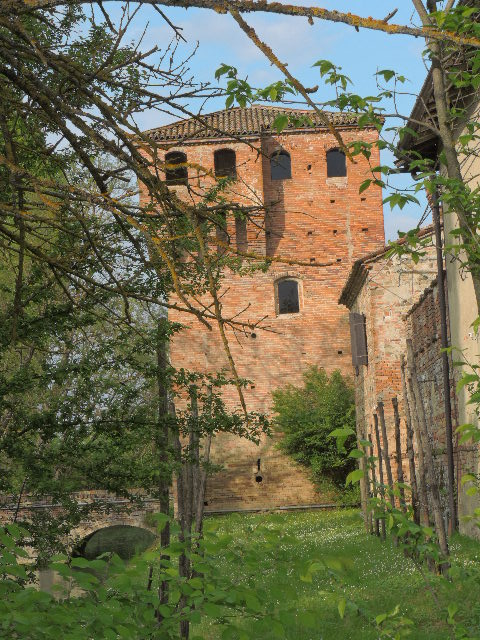
Il torrione d'ingresso

L'accesso principale si trova sulla facciata occidentale, in corrispondenza di una torre a base quadrata realizzata in mattoni e dotata di caditoie e archibugiere su tutti i 4 lati. Essa era inizialmente dotata di un duplice ponte levatoio per permettere il superamento del fossato; esso venne successivamente eliminato e rimangono solo gli alloggi dei bolzoni. Una seconda torre, il dongione, realizzata in laterizio e anch'essa a base quadrata, è posta sul lato nord, internamente rispetto al fossato e svolgeva originariamente funzioni di avvistamento; essa, isolata dalle altre costruzioni è dotata di un ingresso separato e, probabilmente, era originariamente attrezzata con un ponte levatoio dedicato.
La corte centrale risulta divisa in due settori separati tra loro da un muro, uno, a sud, dotato di un grande piazzale circondato dagli annessi agricoli: scuderie, fienili, porticati oltreché le abitazioni dei braccianti; l'altro, a nord, a sua volta suddiviso in due cortili: uno con la residenza signorile, il pozzo, il torrione maggiore e le altre abitazioni; l'altro con la cappella e l'edificio attraverso a cui si accede al giardino.

### L'oratorio di Santa Maria
L'elemento architettonico più antico dell'intero complesso è l'oratorio di Santa Maria, edificio religioso costruito in stile romanico mediante il recupero di materiale proveniente da costruzioni di epoca romana con pianta a croce greca la cui costruzione viene fatta risalire al periodo altomedievale quando era, in origine, isolato rispetto al resto del complesso fortificato. Solo in seguito ai lavori realizzati durante il Quattrocento, l'oratorio venne inglobato nel complesso fortificato.
Esso presenta all'interno una copertura mediante nove campate con volta a crociera che vengono divise tra loro dalla presenza di quattro sottili colonne realizzate in pietra e caratterizzate da altezze diverse che culminano in capitelli e pulvini cubici che sorreggono le volte.